# Brêlage à ceinturon
Ne pas confondre avec Brêlage (construction).

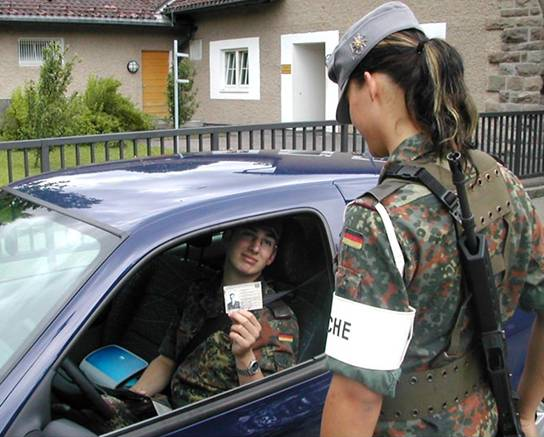
Garde d'entrée de la Bundeswehr avec un ceinturon et son brêlage à ceinturon de couleur olive

Un brêlage à ceinturon est un harnais à système de bretelles de suspension, en cuir ou en tissu, attaché au ceinturon d'un uniforme et porté au moyen d'une sangle porteuse sur chaque épaule.
Il permet de transporter du matériel, des sacs à dos ou des sacs de combat et empêche le ceinturon alourdi de tomber. Un ceinturon avec par exemple des chargeurs, des cartouchières (de), un holster pour arme à feu (étui de ceinture), une MPL 50 (de), une gourde, un sac pour masque ABC, un sac à pain (de) et un petit sac de combat (de) ou un sac multi-usage, une baïonnette, des grenades, des couteaux de combat et autres accessoires.
Le brêlage à ceinturon est relié au ceinturon par un mousqueton, des boucles en plastique ou en métal. Il est détachable du ceinturon sur certains modèles et peut être ajusté individuellement en fonction de la hauteur du corps et du tour de taille. Lors du transport, il est important de veiller à ce que l'équipement attaché au ceinturon soit correctement posé et placé de manière que le poids soit réparti uniformément pendant la marche et le combat et qu'aucun équipement ne limite la liberté de mouvement du soldat.

## Allemagne

### Brêlage à ceinturon M39

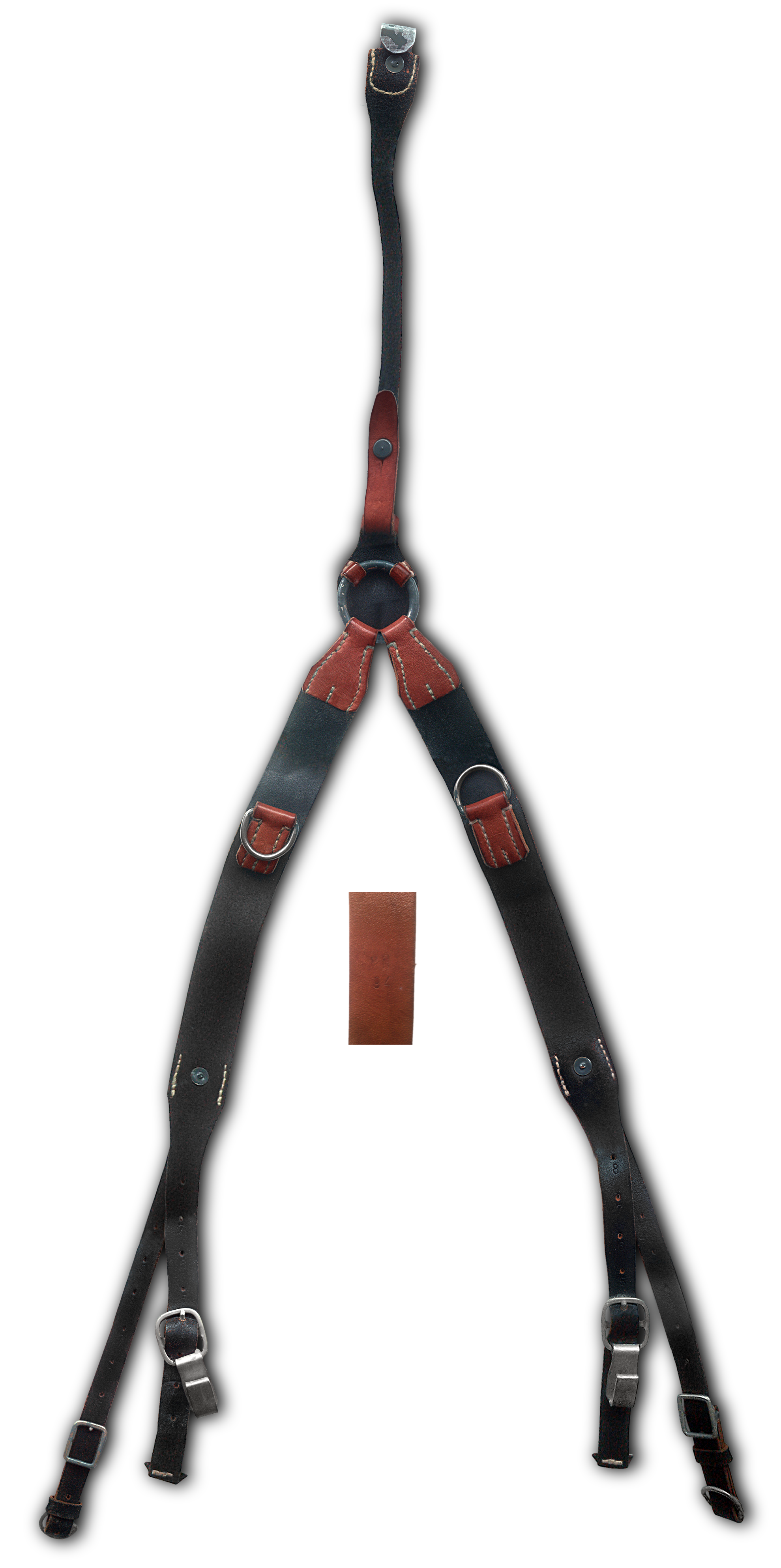
Brêlage à ceinturon M39 (Réplique de Scout de 1994)

Le premier brêlage à ceinturon du Reich allemand a été introduit en 1939 dans deux versions différentes. Les deux modèles d’origine étaient entièrement en cuir épais et munis de crochets, d’œillets ou de mousqueton en aluminium. Les garnitures et les coutures en cuir ont été attachées à la conception originale avec de forts fils en boyau naturel. Le brêlage à ceinturon, appelé parmi les collectionneurs, "Y-Riemen" en allemand et Y-Straps en anglais (lanières en Y), peut être utilisé avec deux ceintures pectorales pour stabiliser l'équipement standard porté sur le ceinturon. La sangle de poitrine en cuir effilée se termine par des crochets en métal pouvant être raccourcis, qui peuvent être accrochés selon les besoins très différents, placés dans les poches du ceinturon. Sur le dos, sous la région du cou, se trouvait un anneau en métal auquel étaient attachées les deux ceintures thoraciques tombant vers l’avant. Un seul bracelet en cuir, qui était également cousu à cet anneau, longeait la colonne vertébrale jusqu'au ceinturon.
Également sur cette lanière, un crochet de transport était attaché, ce qui stabilisait le ceinturon et le brêlage de manière égale à l'arrière . Jusqu'au lancement du brêlage à ceinturon M39, des boucles (œillets) étaient cousus dans la tunique d'armes, à travers lesquelles des crochets en métal étaient poussés pour absorber le poids de l'équipement de la ceinture.
L'équipement spécial ainsi que le sac à dos d'armée (de), le sac à dos ou le brêlage M39 (châssis en A) nécessaire à la fixation des paquetage d'assaut peuvent être accrochés à ce brêlage à ceinturon.
Contrairement à ce premier mode de réalisation, il n'y avait aucune possibilité de fixer un équipement spécial dans le second mode de réalisation du brêlage à ceinturon. Les lanières de cuir étaient également plus étroites. Ce cadre supportait, entre autres, le port du fusil latéral, de l’étui et des jumelles.
Avec l’introduction du brêlage à ceinturon, la bandoulière est tombée dans le ceinturon des officiers de l’armée de campagne jusqu’au commandant du régiment, après un ordre du 20 septembre 1939 avec effet immédiat.
Le cadre de transport pour les régiments d'infanterie, avec la possibilité de sécuriser un bagage à l'arrière, a également été remis au lieutenant et au premier lieutenant non affectés, tandis que le cadre d'attelage à sangle plus étroite a été remis aux autres officiers, jusqu'au commandant du régiment.
Ce châssis porteur a été introduit pour la cavalerie. Avec une disposition du 29 novembre 1939, après quelques jours, les bandoulières de tous les officiers et responsables de la Wehrmacht appartenant au grade d'officier de l'armée de campagne et de réserve ont également été abandonnées .
Avec l'entrée du Reich allemand dans le théâtre de guerre africain, des modèles ont été fabriqués à partir de bande de tissu à la place du cuir. Plus la guerre avançait, plus les brêlages à ceinturon en bande de tissu étaient utilisés pour des raisons économiques. En outre, les pièces en aluminium précédemment fabriquées, ont relativement rapidement remplacé les modèles en fer peints moins chers. Malgré des spécifications fixes, les détails des brêlages à ceinturon différaient d'un fabricant à l'autre.
Le principe de base du brêlage à ceinturon M39 a été adopté dans une version révisée de la réalisation des bandes de tissu par la Bundeswehr (armée allemande). Dans l'armée autrichienne, cependant, une version très robuste en cuir et avec épaulettes a été introduite. Après la guerre, d'autres armées en Europe, y compris l'armée de Tchécoslovaquie, ont repris le brêlage à ceinturon M39 à peu près à l'identique.

### Brêlage à ceinturon de la Bundeswehr (armée de la RFA - Allemagne de l'Ouest)
Comme indiqué dans le journal Wehr und Wirtschaft en 1958, un brêlage à ceinturon a été mis au point pour la Bundeswehr depuis novembre 1955, "auquel peuvent être fixés sac à dos, munitions, masque de protection ABC, cantine, bêche pliante, etc. " . Le cadre de brêlage à ceinturon présentée après l'introduction est composée entièrement de la ceinture de bande de tissu et de couleur jaune olive. Les parties métalliques étaient en aluminium, des garnitures au niveau des épaules avaient été cousues. Une différence essentielle par rapport au brêlage à ceinturon M39 réside dans le fait que toutes les options de montage entre modules Bundeswehr et Wehrmacht n'étaient pas compatibles. Là où l'ancien modèle avait des œillets (boucles), la version de l'armée fédérale avait des crochets et vice versa.
Les nouveaux accessoire du système de ceinturon de la Bundeswehr après 1990 comprend deux poches à chargeur doubles pour le fusil d'assaut G36 ou G3, une poche à rabat et un sac polyvalent, ainsi qu'un petit sac de combat pour le matériel de guidage et le petit matériel. Des poches supplémentaires étaient disponibles pour la radio SEM 52 SL. Le masque de protection ABC était toujours porté personnellement dans le sac à bandoulière du kit de protection ABC, des poches de masque pour le support d'accouplement ont été achetées de manière autonome. D'autres sacs auto-achetés sont conçus pour accueillir des grenades à main, des grenades fumigènes, des canifs, des couteaux, des couteaux de combat, des lampes de poche et un compas.
Il existe des motifs pour les combinaisons de combat, ainsi que pour les uniformes (de) et les uniformes de parade (de), le tableau blanc en cuir représentatif (généralement avec une seule bandoulière croisée) pour le service officiel (de) des formations honorifiques (de) (comme le bataillon de garde (de) de la Bundeswehr).

### Brêlage à ceinturon de l'armée populaire nationale allemande (RDA-Allemagne de l'Est)
Dans l'armée populaire nationale (APN, en allemand : NVA), un brêlage à ceinturon a été introduit, basé sur l'expérience du modèle introduit en 1939. Dans les toutes premières versions de ce cadre, le brêlage était encore très proche des dernières versions du modèle précédent. Les quatre lanières faisant face au devant étaient des bandes de tissu jaune-vert et ont été cousues sous la nuque du soldat en un anneau métallique rond. Dans la région de la poitrine, les sangles ont été combinées dans la technique de rivetage plus ancienne. De plus, une couture entourant le bouton de rivet empêchait tout déchirement. La sangle qui tombait sur le dos était en cuir non teint. Elle était de taille ajustable et pouvait être accroché au ceinturon. Au lieu des œillets métalliques en forme d'anneau pour accrocher les bagages arrière à l'extrémité inférieure des sangles avant comme sur le modèle de 1939, les premiers modèles de la NVA avaient des crochets en fil métallique.
Plus tard, la fabrication s'est considérablement simplifiée. Maintenant, les racks du brêlage sont entièrement en toile grise. Les quatre ceintures descendantes avant sont maintenant combinées dans la région de la poitrine avec le système de rivet moderne, une suture supplémentaire ayant été omise. Les crochets de fil métallique ont été abandonnés et à leur place ont été mis des œillets métalliques. Au lieu de l'anneau en métal rond, qui fermait le système de ceinture sur le dos du soldat, une pince ronde double face en cuir artificiel bleu-gris était placée. Ce brêlage a été utilisé jusqu'à la fin de la RDA (1989).

## Précurseurs historiques
- Bandelier
- Baudrier militaire

## Sources
1. ↑  Adolf Schlicht, John R. Angolia: Die deutsche Wehrmacht, Band 3: Die Luftwaffe.
2. ↑  Rudolf Absolon: Die Wehrmacht im Dritten Reich, Band 5: 1.
3. ↑  Wehr und Wirtschaft, Stuttgarter Verlagskontor, 1958, S. 114.